# 334 Chicago
334 Chicago (mednarodno ime je tudi 334 Chicago) je precej velik asteroid tipa  C (po Tholenu) v glavnem asteroidnem pasu. 

## Odkritje
Asteroid je odkril nemški astronom Max Wolf ( 1863 – 1932) 23. avgusta 1892 v Heidelbergu. Imenuje se po mestu Chicago v ZDA.

## Lastnosti
Asteroid Chicago obkroži Sonce v 7,7 letih. Njegova tirnica ima izsrednost 0,027, nagnjena pa je za 4,641° proti ekliptiki. Premer asteroida je okoli 158,55 km.